# Nîzînne, Djankoi
Nîzînne (în ucraineană Низинне) este un sat în comuna Zaricine din raionul Djankoi, Republica Autonomă Crimeea, Ucraina.

## Demografie
Componența lingvistică a localității Nîzînne
     Rusă (50,29%)
     Tătară crimeeană (32,37%)
     Ucraineană (15,9%)
     Alte limbi (0,29%)
Conform recensământului din 2001, majoritatea populației localității Nîzînne era vorbitoare de rusă (50,29%), existând în minoritate și vorbitori de tătară crimeeană (32,37%) și ucraineană (15,9%).